# Associazione Sportiva Ambrosiana-Inter 1942-1943
Questa voce raccoglie le informazioni riguardanti l'Associazione Sportiva Ambrosiana-Inter nelle competizioni ufficiali della stagione 1942-1943.

## Rosa
| N. |                      | Ruolo | Calciatore         |
| -- | -------------------- | ----- | ------------------ |
|    | Italia (bandiera)    | P     | Angelo Caimo       |
|    | Italia (bandiera)    | P     | Angelo Franzosi    |
|    | Italia (bandiera)    | D     | Ubaldo Passalacqua |
|    | Italia (bandiera)    | D     | Camillo Girotti    |
|    | Italia (bandiera)    | D     | Celso Battaia      |
|    | Italia (bandiera)    | D     | Dino Bovoli        |
|    | Italia (bandiera)    | D     | Carmelo Buonocore  |
|    | Argentina (bandiera) | C     | Attilio Demaria    |
|    | Italia (bandiera)    | C     | Aldo Campatelli    |
|    | Italia (bandiera)    | C     | Severo Cominelli   |

| N. |                   | Ruolo | Calciatore         |
| -- | ----------------- | ----- | ------------------ |
|    | Italia (bandiera) | C     | Renato Olmi        |
|    | Italia (bandiera) | C     | Andrea Milani      |
|    | Italia (bandiera) | C     | Enrico Candiani    |
|    | Italia (bandiera) | C     | Giuseppe Mettica   |
|    | Italia (bandiera) | A     | Edmondo Fabbri     |
|    | Italia (bandiera) | A     | Giuseppe Baldini   |
|    | Italia (bandiera) | A     | Mario Bo           |
|    | Italia (bandiera) | A     | Giovanni Gaddoni   |
|    | Italia (bandiera) | A     | Pietro Rebuzzi (I) |
|    | Italia (bandiera) | A     | Andrea Romitti     |